# Dempo (schip, 1931)
De Dempo was een motorschip (1931-1944) van de Nederlandse rederij Koninklijke Rotterdamsche Lloyd.

De Dempo, prentbriefkaart uit 1939

## Bouw
Het MS Dempo werd in opdracht van de Rotterdamsche Lloyd gebouwd op de scheepswerf N.V. Koninklijke Maatschappij 'De Schelde' in Vlissingen als passagiers- en mailschip ter vervanging van de Tjerimai, die voer op Nederlands-Indië. In 1930 werd hier ook het zusterschip MS Baloeran gebouwd, dat de Tambora verving.
Het passagiersschip was met een lengte van 175 meter het grootste schip dat tot dan toe op deze werf was gebouwd.
De Baloeran werd vernoemd naar een berg op Java, de Dempo naar een vulkaan op Sumatra.
Tijdens de werkzaamheden op de scheepswerf kwamen in maart 1930 twee jongens van 16 om het leven door een ongeval in de romp van het aanbouw zijnde schip.

## Tewaterlating
Op 26 juli 1930 werd het schip in Vlissingen te water gelaten. De doopplechtigheid werd verricht door mevrouw Quarles van Ufford, barones Mülert tot de Leemcule, echtgenote van de Commissaris van de Koningin in Zeeland, Johan Willem Quarles van Ufford. De tewaterlating, de ‘moderne’ voorzieningen en snelheid van het nieuwe schip kregen veel aandacht in de pers.

## Het schip
Het passagiersschip was 175 meter lang en 21 meter breed. Het had een hoogte van 25 meter van kiel tot commandobrug.
Voor de voortstuwing had het dubbelschroef-schip twee 10-cilinder Schelde-Sulzer dieselmotoren van elk 7000 pk waarmee het schip een snelheid van 18,5 mijl kon behalen.
Het schip bood ruimte aan ruim 700 passagiers. Er was plek voor 238 personen in de eerste klasse, circa 280 in de tweede klasse en zo’n 70 personen in de derde klasse. Het vierde klasdek bevond zich in het voorboventussendek. De bemanning bestond uit zo’n 330 personen.
De Dempo beschikte over 17 reddingsboten voor de circa 1100 opvarenden, had zeven waterdichte schotten in de dubbele bodem en talloze andere veiligheidsvoorzieningen en voldeed aan de eisen van het Internationaal Verdrag voor de veiligheid van mensenlevens op zee, ook wel ‘Londense Conventie’

### Voorzieningen aan boord
Voor het opwekken van elektriciteit, onder andere voor de keuken, verwarming en 7000 lampen, waren vier dieselmotoren aan boord. Het schip beschikte verder over elektrische liften, een openluchtzwembad, een hospitaal met operatiekamer en een afgezonderd verblijf voor patiënten met besmettelijke ziektes. Er waren 123 toiletten en de drinkwatervoorraad bedroeg 1.400.000 liter.

### Interieur
Het interieur van de eerste klasse en tweede klasse was ontworpen door de architect Willem Kromhout en werd uitgevoerd door De Schelde en voor de eerste klasse door de Koninklijke Meubelfabriek firma H.P. Mutters in Den Haag.  
Verschillende kunstenaars waren verantwoordelijk voor de rijke ornamentering van het interieur.
Er was glas-in-lood van Bogtman in de trappenhuizen, gobelins van Gerard Antoine Henri Van der Stok, schilderwerk van Lizzy Ansingh in de kinderkamer in de eerste klasse, een mozaïek van Willem Retera in de tweede klasse, houtsnijwerk door Johan Coenraad Altorf en Theo van Reijn en beeldhouwwerk van Theo Vos, waaronder de prachtige Serimpi danseres in de Social Hall. De tapijten, vervaardigd door de 'Koninklijke Tapijt Fabrieken' te Rotterdam, waren naar ontwerpen van Willem Kromhout.
De firma 'Hans Mengelberg Kerkelijke Interieurkunst' vervaardigde voor zowel de Baloeran als voor de Dempo een altaar.

## Historie
De Dempo vertrok 18 maart 1931 van de Lloydkade in Rotterdam via Marseille voor haar eerste reis naar Nederlands-Indië en arriveerde daar in april. Ter gelegenheid van de aankomst van het mailschip werd in Batavia een ontbijt georganiseerd voor de pers. Op 19 april kon het publiek in Tandjong Priok voor 1 gulden toegang het schip bezichtigen. Op 20 april 1931 kwam de Dempo aan in Semarang.
Op 6 mei vertrok het schip vanaf Tandjong Priok naar Rotterdam, via onder meer Singapore, Tanger en Marseille.
In 1933 redde de MS Dempo, onder leiding van kapitein Udema, de bemanning van het Letse stoomschip Evermore, dat voer in de Golf van Biskaje toen op 8 april de bakboordketel ontplofte, en bracht deze naar de haven in Rotterdam.

### Getorpedeerd
In 1944 voer het MS Dempo als troepentransportschip voor het British Ministry of War Transport onder kapitein Willem Jansen, die vanaf 1942 het commando voerde over de Dempo, in konvooi van Napels naar Noord Afrika. Op 17 maart 1944 werd het schip om 09.50 uur in de Middellandse Zee tussen Algiers en Philippeville, 30 mijl uit de wal, door de Duitse onderzeeboot 'U 371' getorpedeerd. Het schip had geen troepen meer aan boord; 3400 man was net in Napels aan wal gezet. De gehele bemanning, 333 personen, kwam veilig aan land. Om 10.55 uur verdween de Dempo onderwater.

## Galerij

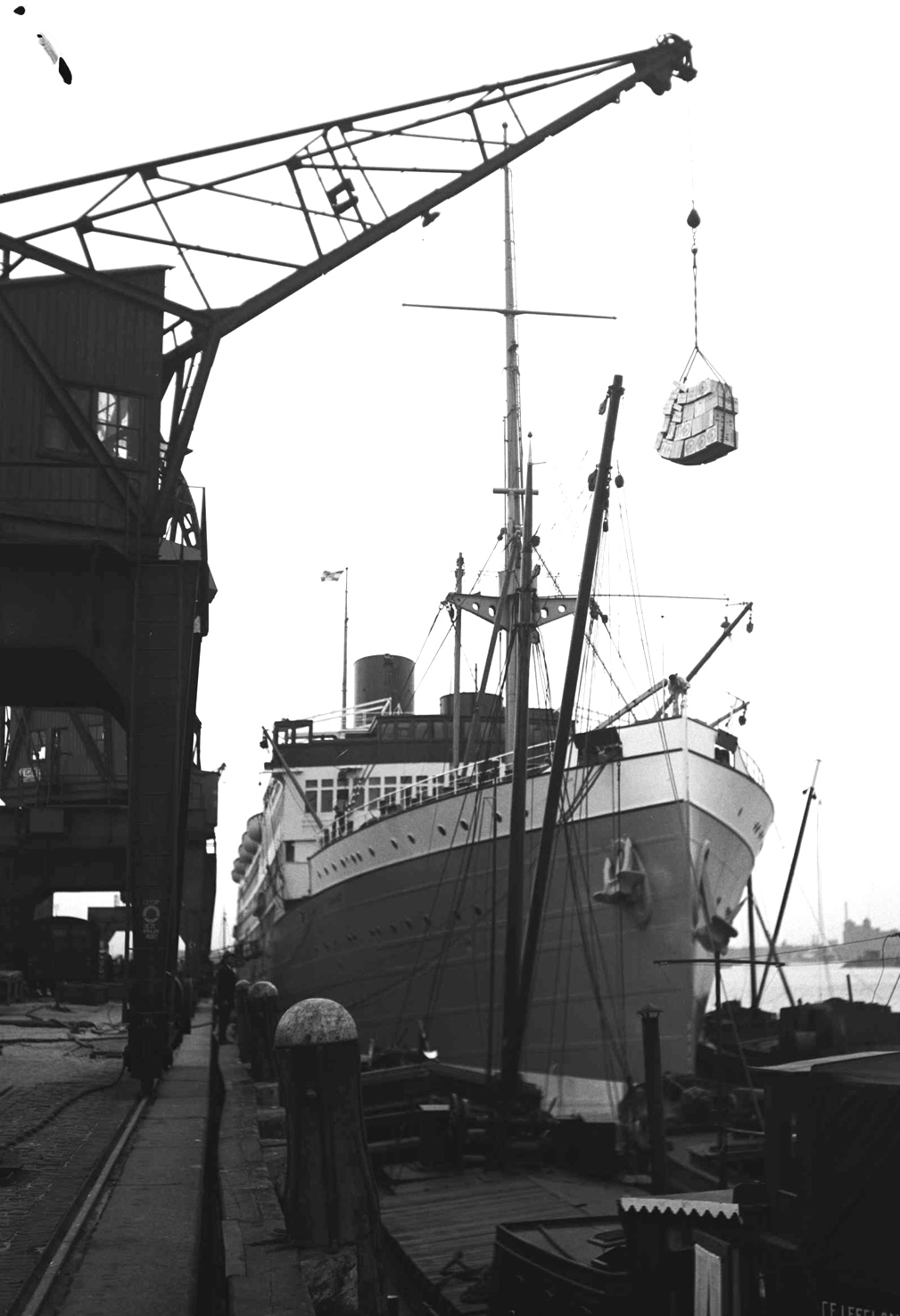
MS Dempo
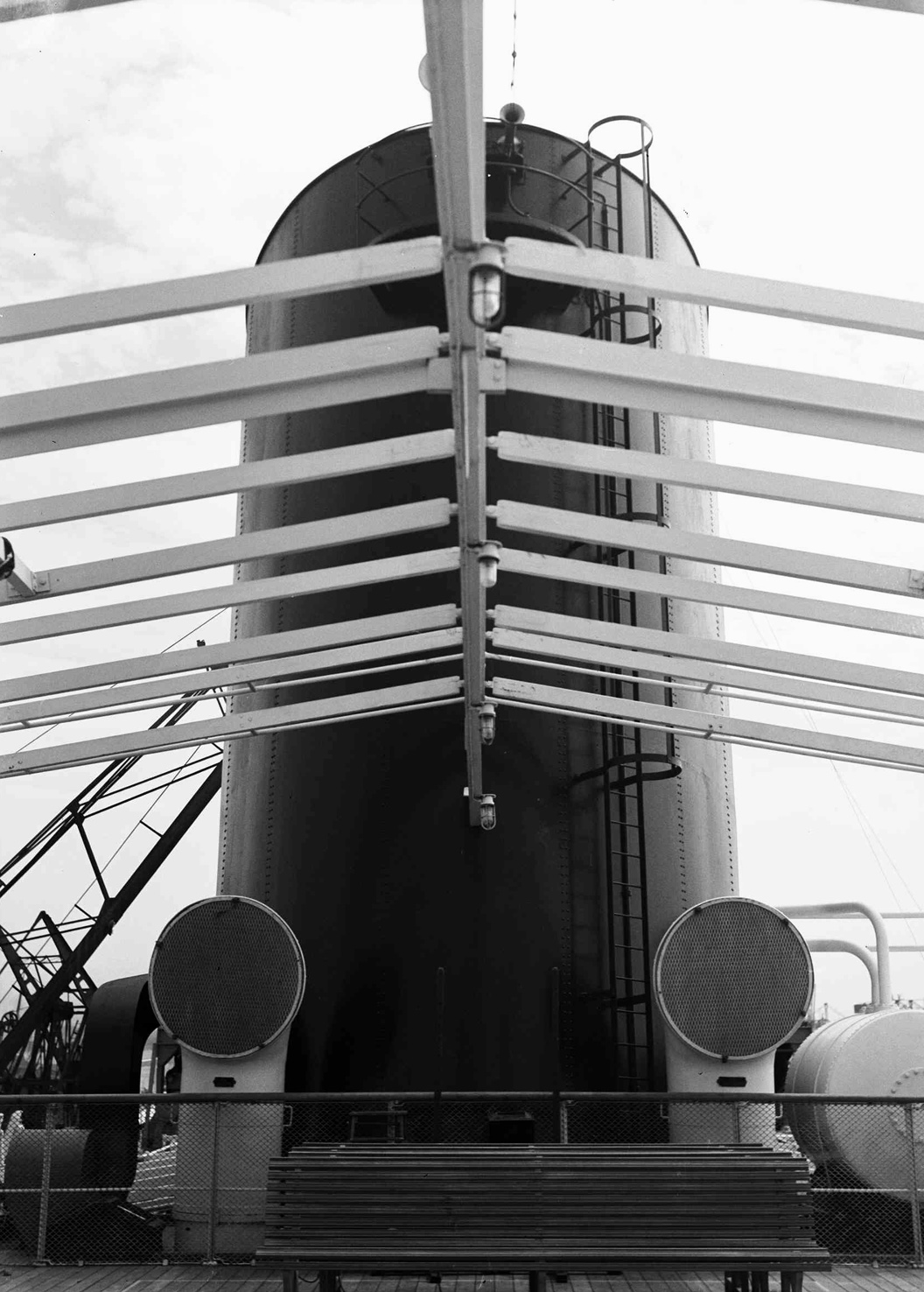
MS Dempo
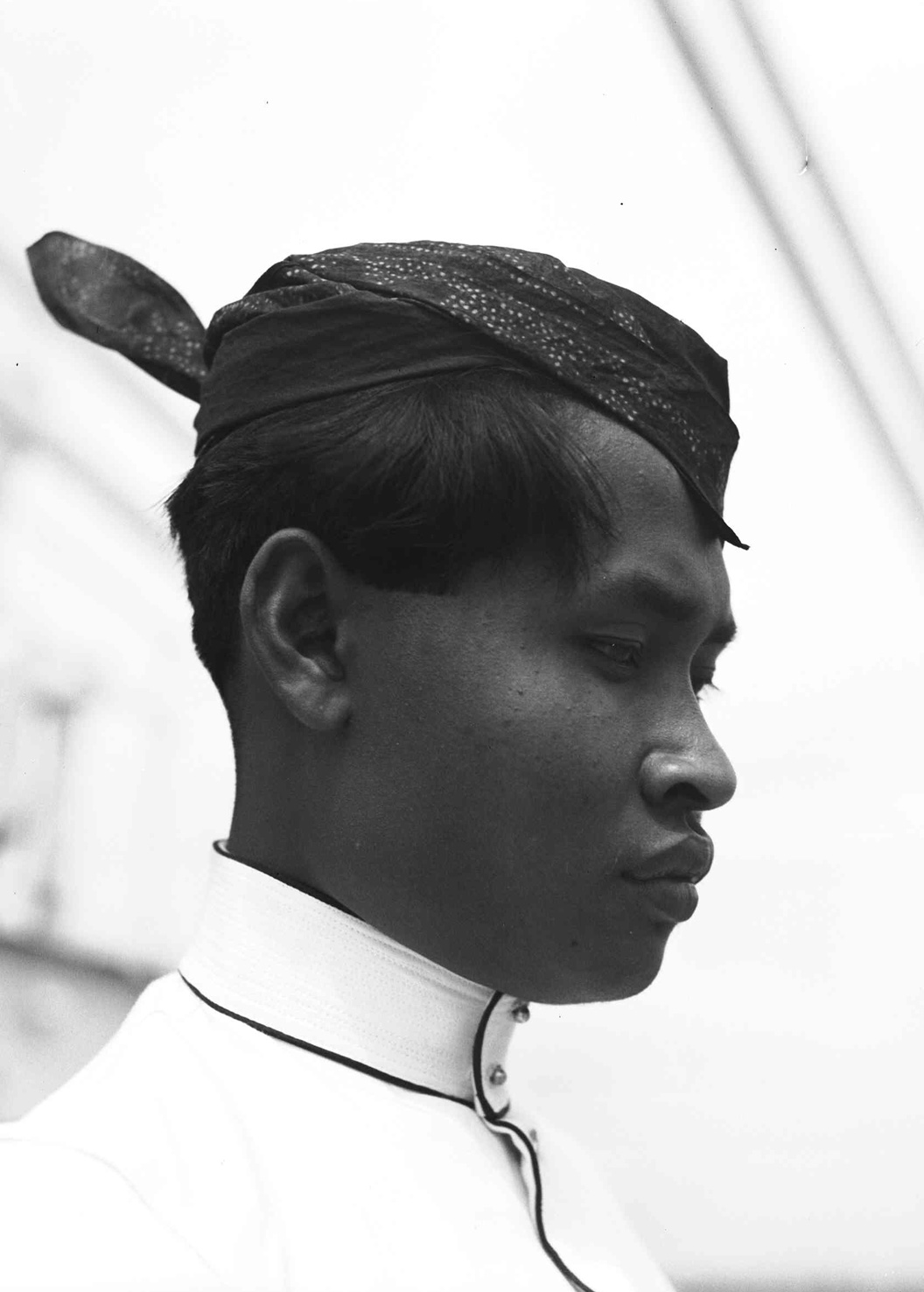
Bemanningslid MS Dempo
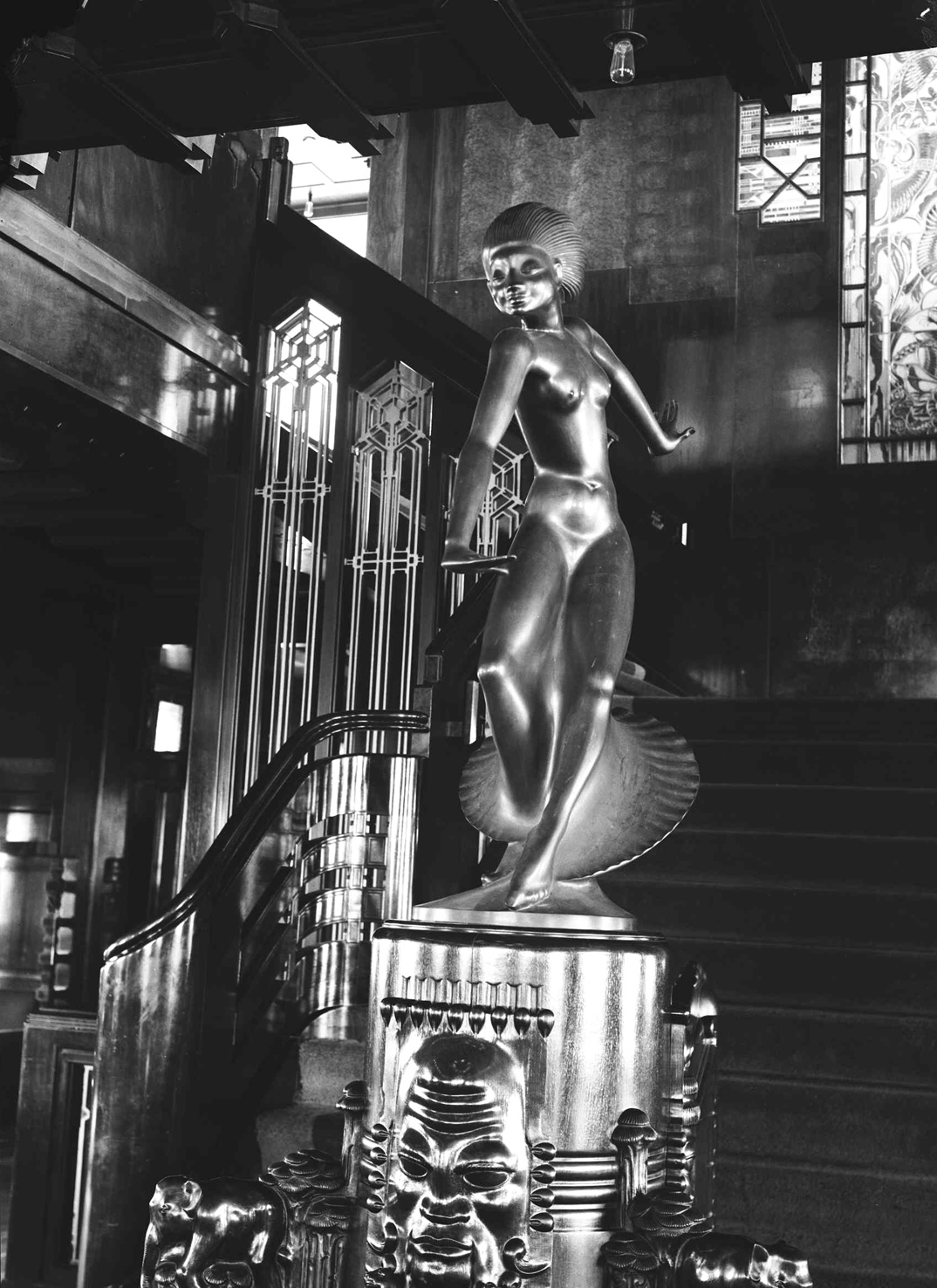
Interieur MS Dempo, danseres door Theo A. Vos
Zwembad op de  Dempo
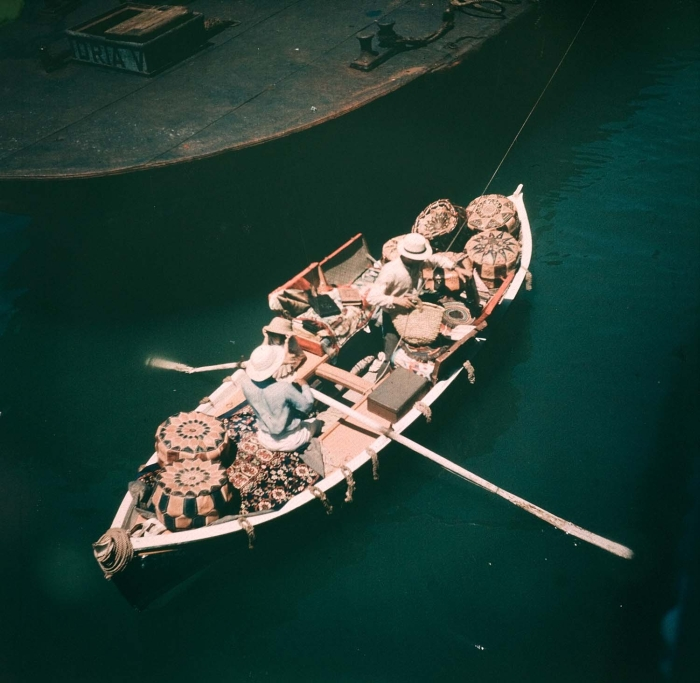
Sloep met verkopers langszij de Dempo in de haven van Port Said